# Viola caucasica
Viola caucasica är en violväxtart som beskrevs av Kolenati. Viola caucasica ingår i släktet violer, och familjen violväxter. Inga underarter finns listade i Catalogue of Life.